# Lurbo
Lurbo är en liten by i Hedesunda socken, Gävle kommun. Den har haft anknytning till prästgården och kyrkan i Hedesunda. Känd sedan år 1778. Kungsgården och Sundby finns här.